# Нетеребка
Нетере́бка — село в Україні,у Черкаському районі Черкаської області, підпорядковане Набутівській сільській громаді. Село розташоване в долині річки Рось, що впадає у Дніпро, за 18 км від районного центру та за 13 км від залізничної станції Корсунь.
У селі мешкає 1254 людей.

## Історія
Є багато припущень щодо самої назви села. Шаблонна історія, якою можна описати історію будь-якого села звучить так: сучасники твердять, що якийсь чумак Нетреб поселився тут зі своїми синами, займався мисливством та рибальством, а у вільний час їздив волами в Криму по сіль, привозив і продавав її по навколишніх селах. Від його прізвища нібито і походить назва села.[джерело?]
Насправді ж є 2 основні версії, які підтверджують реальні фактори:[джерело?]
1. Так як село було засноване в долині, на березі річки Рось, яка на той час була дійсно велика, суднопланва, і часто підтоплювала село - скрізь були болота, грязька місцевість і зазвичай люди говорили що не треба там ходити. Також через прилеглу місцевість проходили різні дороги з Корсуня на Канів, одна проходила невеликими горами, західніше села, там де зараз знаходиться хутір Сахнівське, вона була довша і складніша ніж та яка проходила по низині. І дехто користувався другою, аби швидше,  але знову таки ж через грязьку місцевість завжди відмовляли тудою їхати.  Саме через такі фрази і стали називати місцевість "нетребка" а згодом назва переросла в Нетеребку.
2. Друга версія будується на тому, що на даній місцевості була дуже поширена рослина нетреба звичайна яка росте на вологому піщаному ґрунті по берегах річок і канав, якою на той час і була теперішня Нетеребка. Саме від назви рослини і взята назва села.

Перша згадка про село відноситься до 1637 р. Воно згадується в щоденнику польського шляхтича Симеона Окольського.
Лаврентій Похилевич у «Сказании о населенных местностях Киевской губернии» за 1864 р. пише про село:[джерело?] 
| Нетеребка, на лівому боці Росі, в 6-ти верстах нижче Гарбузина. Тут Рось розділяє повіти Канівський та Черкаський. Жителів обох статей 886. В 1741 році нараховувалось 50 дворів… |
На той час існувала Миколаївська церква, збудована в 1773 р. замість старої 1730 року забудови.
У радянський період на території села розміщувалася центральна садиба колгоспу «Маяк», працювали цегельний завод, лісопильня, 4 млини, олійниця, виноробня.
В селі були середня школа, Будинок культури, медпункт, аптека, дитячий садок, філія зв'язку, ощадкаса.
На фронтах Другої світової війни воювали 340 жителів села. За проявлену мужність 254 особи нагороджені орденами і медалями.
Загинуло 165 односельців. Їхні імена викарбувані на обеліску Слави в центрі села. Там також розміщені пам'ятник невідомому солдату та братська могила, у якій поховано 7 радянських воїнів.
На місцевому цвинтарі встановлено Хрест жертвам голодомору 1932—1933 років. Жителі села, яким поталанило вижити в страшні роки голоду, згадують:[джерело?] 
| Люди йти в колгосп не хотіли. В заможних селян все забирали силою, а їх висилали в Сибір… Вже зимою на 1933 рік люди почали пухнути з голоду і помирати… У їжу споживали листя з рослин, кору з липи і ловили в Росі черепашки…» (С. Н. Сіренко); «… Забирали і зерно, і худобу, а люди ніяк не боронилися… У полі збирати колоски і залишки городини також не давали. Малих сиріт, більшість теж померла, до інтернату всіх не забирали… Дуже багато людей померло…» (Л. Г. Миколенко) |

## Сучасність
На сьогодні в селі працюють Нетеребський НВК, у якому навчається 171 учень, сільська рада, Будинок культури, бібліотека, відділення зв'язку, фельдшерсько-акушерський пункт. У приміщенні школи знаходиться дитяча установа, яку відвідують 15 дошкільнят, та розміщений музей села.

## Релігія
У центрі села знаходиться Свято-Миколаївський храм, громада якого у серпні 2024 року покинула Черкаську єпархію РПЦвУ і увійшла до складу Черкаської єпархії ПЦУ.